# 2e Baltische Front
Het 2e Baltische Front (Russisch: 2-й Прибалтийский фронт) was een legergroep (front) van het Rode Leger in de Tweede Wereldoorlog

## Veldslagen
Het 2e Baltische Front werd op 20 oktober 1943 opgericht als opvolger van het Brjansk Front met als nieuw doel om de Baltische Staten te bevrijden.
Van 1 tot 21 november 1943 vocht het front in het Polotsk–Vitebskoffensief. In januari - februari 1944 vocht het front in het Leningrad–Novgorodoffensief vanuit Cholm (oblast Novgorod) tegen het 16e Leger (Wehrmacht)
In het offensief bij Staraja Roessa en Novorzjev bereikte het front Ostrov (oblast Pskov), Poesjkinskije Gory en Idritsa terwijl de Duitsers zich achter de Ostwall terugtrokken.
Het 1e Stoottroepenleger van het Leningradfront viel de Duitse troepen in de rug aan bij Dno zodat ze bij Velikaja ingesloten raakten.
In juli 1944 werd het Rezjitsa–Daugavpilsoffensief uitgevoerd en met de doorbraak bij Opotsjka schoof het front 200 km op naar het westen. Bij Sebezj werd de grens met Letland bereikt en Rēzekne ingenomen.
In augustus rukte het 65 km op langs de noordelijke oever van de Westelijke Dvina en nam het spoorwegknooppunt en wegenkooppunt Madona in.
In september - oktober 1944 nam het Riga in.
Tegen 22 oktober 22 bereikte het de Oostzee bij de Memel en versperde samen met het 1e Baltische Front de Heeresgruppe Nord in de Slag om Koerland. 
Tot april 1945 blokkeerden en vernietigden ze de Heeresgruppe Kurland. 
Op 1 april 1945 werd het front ontbonden en troepen werden overgedragen naar het Leningradfront.

## Slagorde
Op 1 oktober 1944 bestond het 2e Baltische Front uit:
- 3e Stoottroepenleger
  - 79e legerkorps infanterie
    - 150e divisie infanterie
    - 171e divisie infanterie
    - 207e divisie infanterie

  - 100e legerkorps infanterie
    - 21e divisie garde infanterie
    - 28e divisie infanterie
    - 200e divisie infanterie
- 10e garde leger
  - 7e garde legerkorps infanterie 
    - 7e divisie infanterie
    - 8e divisie infanterie
    - 119e divisie garde infanterie

  - 15e legerkorps garde infanterie
    - 29e divisie garde infanterie
    - 30e divisie garde infanterie
    - 85e divisie garde infanterie

  - 19e legerkorps garde infanterie
    - 22e divisie garde infanterie
    - 56e divisie garde infanterie
    - 65e divisie garde infanterie

  - 78e brigade tanks
- 22e Leger
  - 93e legerkorps infanterie, 219e, 379e, 391e divisies infanterie
  - 130e legerkorps infanterie: 43e divisie garde infanterie, 308e divisie infanterie
  - 37e divisie infanterie, 155FR, 118e brigade tanks
- 42e Leger
  - 110e legerkorps infanterie: 2e, 168e, 268e divisie infanterie
  - 124e legerkorps infanterie: 48e, 123e, 256e divisie infanterie
  - 118FR, 29e brigade garde tanks
- 15e Luchtleger
  - 14e korps gevechtsvliegtuigen: 4e, 148e, 293 regimenten gevechtsvliegtuigen
  - 188e divisie bommenwerpers
  - 214e divisie aanvalsvliegtuigen
  - 225e divisie aanvalsvliegtuigen
  - 284e divisie jachtbommenwerpers
  - 313e divisie jachtbommenwerpers
- reserve front
  - 5e korps tanks

## Bevelhebbers
- Kolonel-generaal Markian Popov oktober 1943 – april 1944,
- Legergeneraal Andrej Jerjomenko april 1944 – februari 1945,
- Maarschalk Leonid Govorov februari 1945 – maart 1945.

## Verliezen
Het front telde in totaal 185.260 doden of vermisten en 679.168 ziek of gewond.
In 1943 vielen 24.317 doden of vermisten en 81.277 ziek of gewond.
In 1944 vielen 121.364 doden of vermisten en 445.794 ziek of gewond.
In 1945 vielen 39.579 doden of vermisten en 152.097 ziek of gewond. 
```

```